# Charles Lefebvre-Desnouettes
Charles Lefebvre-Desnouettes o Lefèbvre-Desnoëttes (Parigi, 14 settembre 1773 – al largo delle coste dell'Irlanda, 22 maggio 1822) è stato un generale francese attivo durante le guerre rivoluzionarie francesi e le guerre napoleoniche.
In seguito emigrò negli Stati Uniti d'America.

## Guerre rivoluzionarie francesi
Si arruolò nel 1792, e prestò servizio con gli eserciti del Nord, della Sambre et Meuse e Reno e Mosella nelle varie campagne della rivoluzione francese. Sei anni dopo divenne capitano ed aiutante di campo del generale Napoleone Bonaparte. Durante la battaglia di Marengo del giugno 1800 fu ulteriormente promosso.

## Impero
Sotto l'impero Lefebvre-Desnouettes combatté la battaglia di Elchingen del 1805. Quello stesso anno divenne colonnello dopo la battaglia di Austerlitz. Prestò servizio anche durante le campagne prussiane del 1806-1807. Fu promosso generale di brigata nel settembre 1806, e generale di divisione nel novembre 1807. Fu insignito del titolo di conte dell'impero nel marzo 1808.
Inviato in Spagna con l'esercito, guidò il primo e fallimentare assedio di Saragozza. In seguito comandò il IV Corpo in molte azioni in Spagna. Il 29 dicembre 1808 fu fatto prigioniero durante la Benavente per mano della cavalleria britannica guidata da Henry Paget (in seguito Lord Uxbridge, e poi marchese di Anglesey).
Per oltre due anni Lefebvre-Desnouettes rimase prigioniero in Inghilterra, vivendo in libertà condizionata a Cheltenham. Nel 1811 violò i termini della libertà condizionata, atto che offese l'opinione pubblica britannica, e fuggì. Durante la campagna di Russia del 1812 guidò la cavalleria di Chasseurs à cheval della guardia. Nel 1813 e nel 1814 si distinse in numerose grandi battaglie, soprattutto a Brienne (dove fu ferito), La Rothière, Montmirail, Vauchamps e Arcis-sur-Aube. Si unì a Napoleone durante i Cento giorni e fu nominato comandante della divisione di cavalleria leggera della guardia, che comandò nella battaglia di Quatre-Bras.
Fu ferito durante la battaglia di Waterloo.

## Ultima parte di carriera
Per quanto fatto durante i Cento giorni fu condannato a morte dai realisti, ma fuggì negli Stati Uniti e trascorse gli ultimi anni facendo il contadino colonia Vine and Olive, a partire dal 1817. 
I suoi frequenti appelli a Luigi XVIII di Francia gli valsero alla fine il permesso di tornare, ma l'Albion, il vascello col quale stava facendo ritorno, affondò al largo della costa irlandese il 22 maggio 1822. Il suo nome (LEFÈBVRE-DESNte) è inciso sulla 31ª colonna dell'Arco di Trionfo di Parigi.
La vedova fece erigere un obelisco, noto come "Pain de Sucre" (Pan di Zucchero) a causa della sua forma, alla memoria sua e dei marinai che morirono con lui. Si trova di fronte al mare sulla cima di una bassa collina a Sainte-Adresse, oggi sobborgo di Le Havre.